# Coprosma tenuifolia
Coprosma tenuifolia is een plantensoort uit de sterbladigenfamilie (Rubiaceae). Het is een vrij slanke struik of kleine boom die een groeihoogte kan bereiken tot 5 meter. De struik heeft stevige, kale en opgaande takken en twijgen die groenkleurig zijn met rode vlekken. Hieraan groeien golvende bladeren die taps toelopen in een smalle punt. De eivormige steenvruchten zijn oranje van kleur.
De soort komt voor op het Noordereiland in Nieuw-Zeeland. Hij groeit daar van laagland- tot bergbossen, met name op alluvium en andere basenrijke bodems. In het noordelijke deel van zijn verspreidingsgebied komt de soort alleen in bergbossen voor. 